# 杰勒法
杰勒法（阿拉伯语：‎）位于阿尔及利亚北部，是杰勒法省的首府。